# Quercus alnifolia
La quercia dorata di Cipro (Quercus alnifolia Poech) è un albero della famiglia delle Fagaceae endemico di Cipro.

## Descrizione

### Portamento
Il portamento può essere arboreo o arbustivo e la pianta può raggiungere un'altezza di circa 8 m.

### Corteccia
La corteccia è di colore grigio scuro e presenta delle lenticelle dalla colorazione che spazia dall'arancio-marrone al grigio chiaro. I rami giovani sono ricoperti di peluria.

### Foglie
Le foglie sono di forma tondeggiante e misurano circa 5 cm sia in lunghezza che in larghezza. Lungo i bordi è presente una leggera dentellatura. La pagina superiore è liscia e lucida, di colore verde scuro, mentre quella inferiore è ricoperta da una caratteristica peluria dorata simile a feltro. La specie è sempreverde.

### Fiori
I fiori maschili sono amenti di colore giallo-verde, quelli femminili sono poco vistosi. Compaiono verso la fine della primavera.

### Frutti

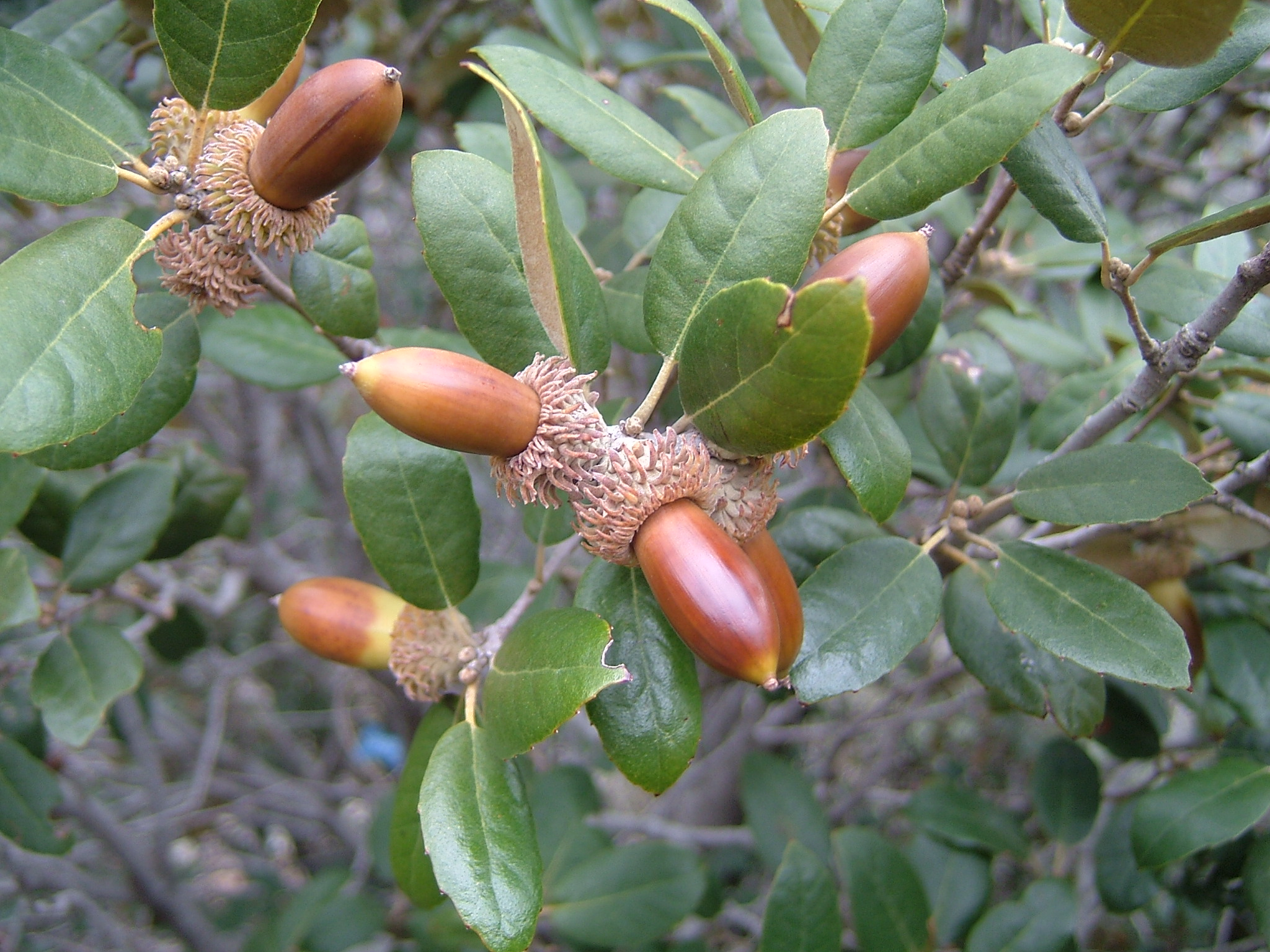
Foglie e frutti

I frutti sono ghiande affusolate lunghe circa 3 cm e leggermente più larghe nella parte distale. Sono dotate di cupola squamosa.

## Distribuzione e habitat
Cresce in habitat montuosi esclusivamente sull'isola di Cipro.